# Luis Bacalov
Luis Enríquez Bacalov est un compositeur italo-argentin de musiques de films, né le 30 août 1933 à San Martín en Argentine et mort le 15 novembre 2017 à Rome en Italie,.

## Biographie
Né en Argentine, Luis Bacalov s'installe en Italie à 26 ans et y demeure jusqu'à son décès en 2017. Très prolifique, il a commencé par composer pour des westerns spaghetti, comme Django. Mis à part sa récompense aux Oscars 1996 pour la musique du Facteur (Il Postino) et le fait qu'il ait composé pour Fellini (La Cité des femmes en 1980), il demeure plutôt méconnu.
Trois de ses musiques réutilisées récemment, le thème principal de Lo chiamavano King (1971) dans le jeu vidéo Red Dead Revolver, la Parte prima du Grand Duel (1972) reprise dans Kill Bill de Quentin Tarantino, et le thème de Django dans le film Django Unchained, ont accru sa notoriété.
Il est également un remarquable pianiste qui sait rendre les tangos « magistraux et exquis ».

### Mort
Luis Bacalov est mort le 15 novembre 2017 à Rome en Italie à l’hôpital San Filippo Neri,.

## Filmographie
- 1960 : La banda del buco
- 1962 : Deux de la légion (I due della legione straniera) de Lucio Fulci
- 1963 : Vino whisky e acqua salata
- 1963 : L'Ennui et sa diversion, l'érotisme (La noia)
- 1964 : Le Désir (Donde tú estés) de Germán Lorente
- 1964 : L'Évangile selon saint Matthieu (Il vangelo secondo Matteo)
- 1965 : Question d'honneur (Una questione d'onore) de Luigi Zampa
- 1965 : Oggi, domani, dopodomani
- 1965 : Questa volta parliamo di uomini
- 1965 : Cent millions ont disparu (La congiuntura)
- 1966 : Sugar Colt
- 1966 : La Sorcière amoureuse (La strega in amore) de Damiano Damiani
- 1966 : Une vierge pour le prince (Una vergine per il principe) de Pasquale Festa Campanile
- 1966 : Django de Sergio Corbucci
- 1966 : El Chuncho (El Chuncho, quien sabe?)
- 1967 : Trois salopards, une poignée d'or (La più grande rapina del west)
- 1967 : Le Déchaîné (Lo scatenato) de Franco Indovina
- 1967 : Est-ce amour ou est-ce magie ? (Per amore... per magia...) de Duccio Tessari
- 1967 : Une rose pour tous (Una rosa per tutti)
- 1967 : À chacun son dû (A ciascuno il suo)
- 1967 : Dernier Sursaut pour cinq indésirables (Ballata da un miliardo) de Gianni Puccini
- 1968 : La pecora nera
- 1968 : Fantômes à l'italienne (Questi fantasmi) de Renato Castellani
- 1968 : Les Protagonistes (I protagonisti)
- 1968 : Gringo joue et gagne (Tutto per tutto)
- 1968 : Casse au Vatican (A qualsiasi prezzo) d'Emilio Miraglia
- 1968 : La bambolona
- 1968 : Rébus de Nino Zanchin
- 1969 : Les Pistoleros de l'Ouest (La morte sull'alta collina)
- 1969 : I quattro del pater noster
- 1969 : Texas (Il prezzo del potere)
- 1969 : L'amica
- 1970 : Cœurs solitaires (Cuori solitari) de Franco Giraldi
- 1970 : Chapagua (L'oro dei bravados)
- 1971 : Super Témoin (La supertestimone) de Franco Giraldi
- 1971 : La grande scrofa nera
- 1971 : La Victime désignée (La vittima designata) de Maurizio Lucidi
- 1971 : On m'appelle King (Lo chiamavano King) de Giancarlo Romitelli
- 1971 : Scandale à Rome (Roma bene) de Carlo Lizzani
- 1972 : Cinq pour l'or de Los Quadros (Monta in sella, figlio di...!)
- 1972 : Meurtres au soleil (Un verano para matar)
- 1972 : Milan calibre 9 (Milano calibro 9) de Fernando Di Leo
- 1972 : Beati i ricchi
- 1972 : Le Grand Duel (Il grande duello)
- 1973 : La Rose rouge (La rosa rossa)
- 1973 : La Police au service du citoyen (La polizia è al servizio del cittadino?) de Romolo Guerrieri
- 1973 : Le Boss (Il boss) de Fernando Di Leo
- 1973 : Partirono preti, tornarono… curati
- 1973 : Les Colts au soleil (Un hombre llamado Noon)
- 1973 : La Dernière Chance (L'ultima chance)
- 1973 : Séduction (La seduzione) de Fernando Di Leo
- 1974 : Salut les pourris (Il poliziotto è marcio) de Fernando Di Leo
- 1974 : Black Is Beautiful (Sistemo l'America e torno)
- 1974 : Donnez-nous notre amour quotidien
- 1975 : L'Homme qui défia l'Organisation (L'uomo che sfidò l'organizzazione) de Sergio Grieco
- 1975 : Colpita da improvviso benessere
- 1975 : Ursula l'anti-gang (Colpo in canna) de Fernando Di Leo
- 1975 : L'amica di mia madre
- 1975 : Colère noire (La Città sconvolta: caccia spietata ai rapitori) de Fernando Di Leo
- 1976 : Gli amici di Nick Hezard de Fernando Di Leo
- 1976 : L'Exécuteur (Gli esecutori) de Maurizio Lucidi
- 1976 : I prosseneti de Brunello Rondi
- 1976 : Mister Scarface (I padroni della città) de Fernando Di Leo
- 1976 : Il conto è chiuso
- 1977 : Diamants de sang (Diamanti sporchi di sangue) de Fernando Di Leo
- 1977 : Grazie tante - Arrivederci
- 1977 : Un anno di scuola
- 1979 : Improvviso
- 1979 : Ten to Survive
- 1980 : La ragazza di Via Millelire
- 1980 : Vacanze per un massacro de Fernando Di Leo
- 1980 : La Cité des femmes (La città delle donne)
- 1981 : Saltimbancos Trapalhões, Os
- 1983 : Coup de foudre
- 1983 : Le Jeune Marié
- 1983 : L'Art d'aimer (Ars amandi)
- 1984 : Le Juge
- 1984 : Un amour interdit
- 1985 : Inganni
- 1985 : Le Transfuge de Philippe Lefebvre
- 1987 : Maniac Killer
- 1988 : Donna d'ombra
- 1988 : Caro Gorbaciov de Carlo Lizzani
- 1988 : La maschera de Fiorella Infascelli
- 1989 : Burro
- 1989 : La bahía esmeralda
- 1989 : Leonardo's Dream
- 1991 : Una storia semplice
- 1991 : Notte di stelle
- 1992 : Soupe de poissons (Zuppa de pesce)
- 1994 : Le Facteur (Il postino)
- 1996 : Mi fai un favore
- 1996 : La frontiera
- 1996 : Ilona llega con la lluvia
- 1996 : Anni ribelli
- 1997 : La Trêve (La tregua)
- 1997 : La Dette (La deuda)
- 1998 : Polish Wedding
- 1998 : Frontera Sur
- 1998 : B. Monkey
- 1999 : Panni sporchi
- 1999 : Milonga
- 1999 : Destinataire inconnu (The Love Letter)
- 1999 : Secret of the Andes
- 1999 : Il gioco
- 1999 : Les Enfants du siècle de Diane Kurys
- 2000 : Fou d'elle (It Had to Be You) de Steven Feder
- 2000 : Le ciel tombe (Il cielo cade)
- 2000 : Amour, Piments et Bossa nova (Woman on Top) de Fina Torres
- 2001 : Regina degli scacchi
- 2002 : Le Conseil d'Égypte (Il consiglio d'Egitto) d'Emidio Greco
- 2002 : Assassination Tango de Robert Duvall
- 2004 : The Dust Factory
- 2005 : Sea of Dreams
- 2006 : Quiet Flows the Don
- 2008 : La rabbia de Louis Nero
- 2010 : Notizie degli scavi
- 2012 : Django Unchained de Quentin Tarantino

### Télévision
- 1975 : Il lungo viaggio (feuilleton TV)
- 1978 : Il balordo (TV)
- 1979 : Le Maestro (La giacca verde) (TV)
- 1981 : L'assassino ha le ore contate (feuilleton TV)
- 1981 : Le rose di Danzica (feuilleton TV)
- 1983 : Le Corsaire de Franco Giraldi (Mini-série TV, 3 épisodes)
- 1984 : Un caso d'incoscienza (TV)
- 1984 : Mio figlio no sa leggere (TV)
- 1987 : Nul ne revient sur ses pas ("Nessuno torna in dietro") (feuilleton TV)
- 1989 : La bugiarda (TV)
- 1989 : Isabella la ladra (feuilleton TV)
- 1990 : Dagli Appennini alle Ande (feuilleton TV)
- 1991 : Una vita in gioco (TV)
- 1996 : Dopo la tempesta (TV)
- 1996 : Mamma, mi si è depresso papà (TV)
- 1997 : Don Milani - Il priore di Barbiana (TV)
- 1997 : Il nostro piccolo angelo (TV)
- 2001 : Come l'America (TV)
- 2001 : L'Aîné des Ferchaux (TV)
- 2003 : Marcinelle (TV)
- 2005 : Angela (TV)
- 2007 : Caravaggio (TV)

## Distinctions
Source : Internet Movie Database : 

### Récompenses
- Rubans d'argent 1995 : meilleure musique pour Le Facteur
- Oscars 1996 : meilleure musique pour Le Facteur
- BAFTA 1996 : meilleure musique pour Le Facteur
- Rubans d'argent 2003 : prix spécial
- Flaiano International Prizes 2004 : prix pour l'ensemble de sa carrière

### Nominations
- Oscars 1967 : meilleure adaptation musicale pour L'Évangile selon saint Matthieu
- David di Donatello 1995 : meilleure musique pour Le Facteur
- David di Donatello 1997 : meilleure musique pour La Trêve
- David di Donatello 2008 : meilleure chanson pour La rabbia